# Just Jack
Jack Allsopp, bedre kendt som Just Jack (født 12. maj 1975) er en britisk Pop/Hip Hop/Electronica kunstner.

## Diskografi
- The outer marker (enhanced cd) (2004)
- Overtones (2007)
- All Night Cinema (2009)